# Le Pont de Grenelle
Le Pont de Grenelle – ou Vue du pont de Grenelle – est un tableau réalisé par le peintre français Henri Rousseau en 1892. De format panoramique, cette huile sur toile est un paysage urbain parisien exécuté dans le style naïf caractéristique de l'artiste. Elle représente le pont de Grenelle franchissant la Seine avec au premier plan, sur un quai, une charrette pour le transport du bois. L'œuvre est conservée au musée d'Art naïf et d'Arts singuliers de Laval, en Mayenne. Une autre toile du maître existe ailleurs dans le monde qui présente le même sujet selon une composition picturale différente : Vue du pont de Grenelle, Trocadéro, à Lugano, en Suisse.

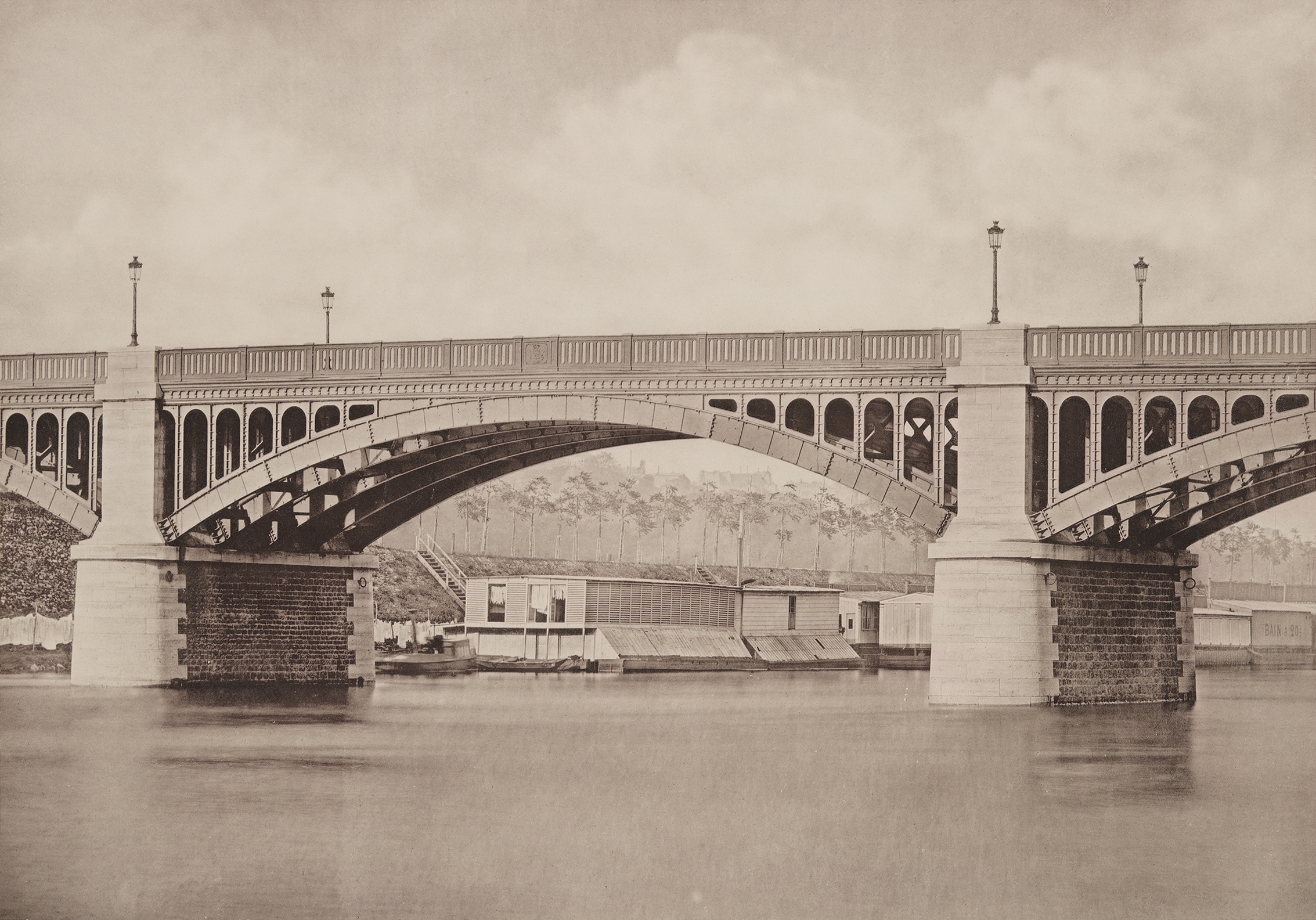
Photographie du pont de Grenelle en 1883.
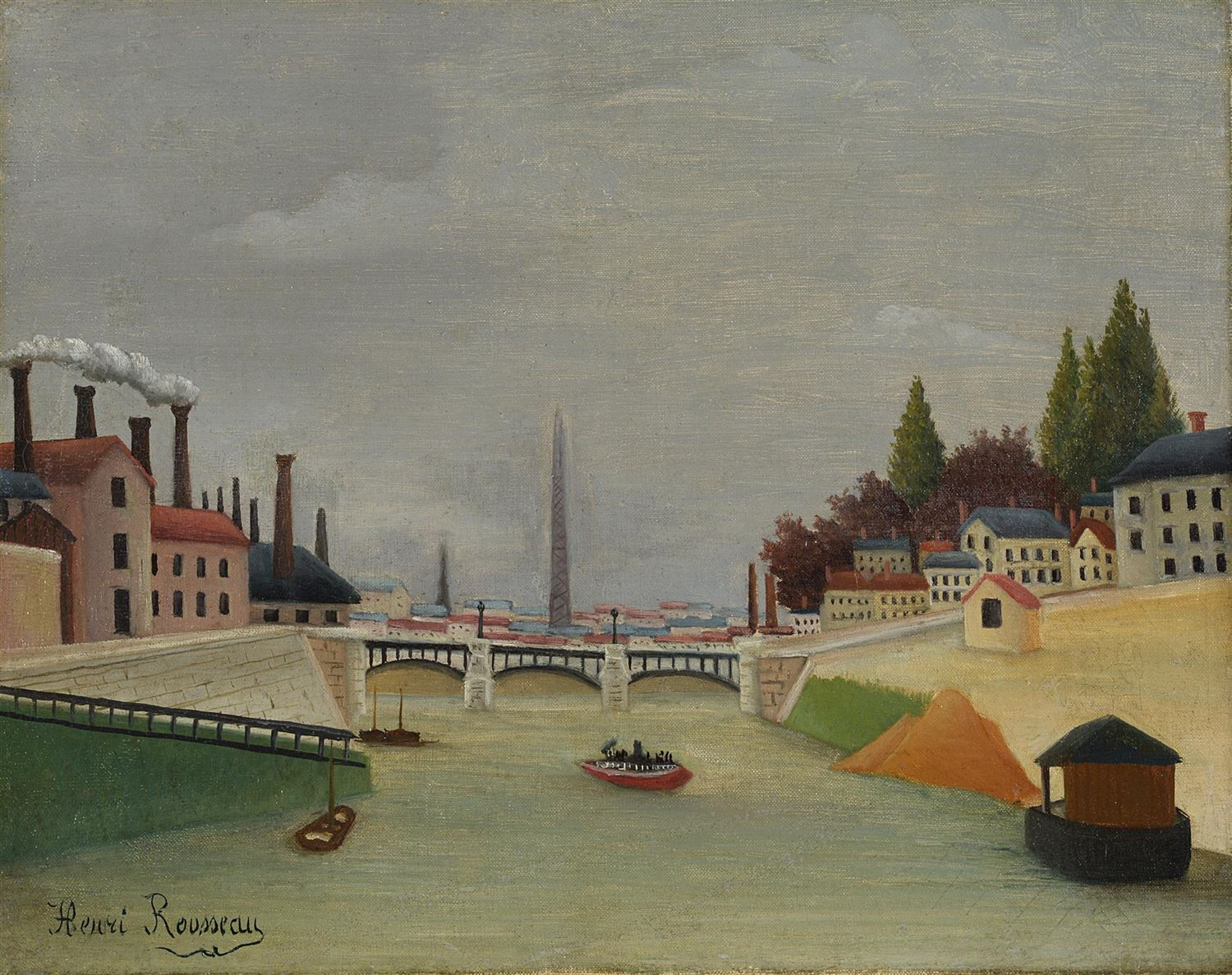
Vue du pont de Grenelle, Trocadéro, vers 1891.